# BLUE 〜Tears from the sky〜
『BLUE 〜Tears from the sky〜』（ブルー ティアーズ・フロム・ザ・スカイ）は、COLORの2枚目のオリジナルアルバムである。

## 概要
新生COLORとしては初のアルバム。「CD+DVD」「CDのみ」の2形態で発売。初回限定盤にはボーナストラックとして「涙が落ちないように(Acoustic Version)」を収録。
"青"をテーマに制作されたアルバム。

## 収録曲

### CD
1. You are
（作詞：MICHICO、作曲：T.Kura・MICGICO）
2. Blue Sky
（作詞：TAKA・ATSUSHI、作曲：Hitoshi Harukawa）
6thシングル
ANB系「オモ☆さん」エンディング・テーマ
3. 青い鳥
（作詞：ATSUSHI、作曲：江上浩太郎）
7thシングル
ANB系ドラマ「おいしいごはん 鎌倉・春日井米店」主題歌
4. Make It Hot
（作詞：Yoko Hiji、作曲：Ryuichiro Yamaki）
6thシングルのC/W曲
5. 君のいない道
（作詞：ATSUSHI、作曲：Hiroaki Takagi）
8thシングル
TBS系「ランキンの楽園」エンディング・テーマ
6. I'm thinkin' bout U
（作詞：Yoko Hiji、作曲：Ryuichiro Yamaki）
6thシングルのC/W曲
7. Since You Went Away feat. ATSUSHI
（作詞・作曲：Ken Ingwersen・Jon Rydningen・Wayne Hector・Ali Tennant）
8. End Of The Road(Acapella Version)
9. 涙が落ちないように
（作詞・作曲：Daisuke “DAIS” Miyachi）
5thシングル
「日本ハムファイターズ ダルビッシュ有」テーマ・ソング
10. For you〜blue tears〜
（作詞：ATSUSHI、作曲：原田アツシ）
7thシングルのC/W曲
11. Baby Girl
（作詞・作曲：L.L BROTHERS）
12. Lost Moments〜置き忘れた時間〜feat. ATSUSHI
（作詞：ATSUSHI、作曲：ATSUSHI・Yoko Hiji）
5thシングルのC/W曲
13. If I…
（作詞・作曲：Kevin Kumar・Sean Kumar）

Bonus track (初回限定盤のみ収録)
1. 涙が落ちないように(Acoustic Version)

### DVD
- 涙が落ちないように (Video Clip)
- Blue Sky (Video Clip)
- 青い鳥 (Video Clip)
- 君のいない道 (Video Clip)
- Lost Moments〜置き忘れた時間〜feat. ATSUSHI

(from EXILE LIVE TOUR 2007 EXILE EVOLUTION-SUMMER TIME LOVE-2007.8.5)